# 旧制中等教育学校の一覧 (島根県)
学制改革前（第二次世界大戦前）の島根県内での旧学制の中等教育学校の一覧である。

## 旧制中学校
- 教員伝習校内変則中学科（1876年）⇒ 島根県第一中学校 ⇒ 島根県尋常中学校 ⇒ 島根県立松江中学校 ⇒《新制》島根県立松江第一高等学校 ⇒（1949年：統合）島根県立松江高等学校 ⇒（1961年：二校に分離）島根県立松江北高等学校、島根県立松江南高等学校
- 浜田中学（1880年）⇒ 島根県第二中学校（廃止）⇒ 連合浜田高等小学校（廃止）⇒ 那賀郡町村組合石見学校 ⇒（県に移管）島根県第二尋常中学校 ⇒ 島根県第二中学校 ⇒ 島根県立第二中学校 ⇒ 島根県立浜田中学校 ⇒《新制》島根県立浜田第一高等学校 ⇒（1949年：統合）島根県立浜田高等学校
- 島根県簸川尋常中学校（1898年：簸川郡今市町）⇒ 島根県立第三中学校 ⇒（1902年：簸川郡杵築町鹿城丘へ移転）⇒ 島根県立杵築中学校 ⇒ 島根県立大社中学校 ⇒《新制》島根県立大社第一高等学校 ⇒（1949年：統合）島根県立大社高等学校
- 島根県立大田中学校（1921年）⇒《新制》島根県立大田高等学校
- 島根県立三刀屋中学校（1924年）⇒《新制》島根県立三刀屋高等学校
- 島根県立津和野中学校（1925年）⇒《新制》島根県立津和野第一高等学校 ⇒（1949年：統合）島根県立津和野高等学校

## 高等女学校

### 公立
- 松江市立高等女学校（一次：1897年）⇒ 島根県立松江高等女学校 ⇒《新制》島根県立松江第二高等学校 ⇒（1949年：統合）島根県立松江高等学校 ⇒（1961年：分割）島根県立松江北高等学校、島根県立松江南高等学校
- 松江市立女子技芸学校 ⇒ 松江市立家政高等女学校 ⇒ 松江市立高等女学校（二次：1941年）⇒《新制》松江市立高等学校 ⇒（1949年：統合）島根県立松江高等学校 ⇒（1961年：分割）島根県立松江北高等学校、島根県立松江南高等学校
- 島根県高等女学校（1900年）⇒ 島根県立高等女学校 ⇒ 島根県立浜田高等女学校 ⇒《新制》島根県立浜田第二高等学校 ⇒（1949年：統合）島根県立浜田高等学校
- 浜田町立女子技芸学校 ⇒ 浜田町立実践女学校 ⇒ 浜田高等実践女学校 ⇒ 浜田実践高等女学校 ⇒《新制》浜田市立家政高等学校 ⇒（1949年：統合）島根県立浜田高等学校
- 島根県立今市高等女学校（1907年：島根県女子師範学校に併設）⇒（1913年：廃止）⇒（1920年：再設置）島根県立今市高等女学校 ⇒《新制》島根県立出雲高等学校
- 鹿足郡立高等女学校（1908年）⇒ 島根県立津和野高等女学校 ⇒《新制》島根県立津和野第二高等学校 ⇒（1949年：統合）島根県立津和野高等学校
- 西郷町外11村組合立隠岐女子技芸学校（1913年）⇒ 組合立隠岐実科高等女学校 ⇒ 組合立隠岐高等女学校（1923年）⇒ 島根県立隠岐高等女学校 ⇒《新制》島根県立隠岐高等学校
- 益田町立女子技芸学校（1912年）⇒ 島根県益田実科高等女学校 ⇒ 島根県益田高等女学校（1927年）⇒ 島根県立益田高等女学校（島根県立益田高等実業女学校を併設）⇒《新制》島根県立益田高等学校
- 島根県簸川郡立杵築実業学校（1909年）⇒ 島根県立大社実業学校 ⇒ 島根県立大社高等実業女学校 ⇒ 島根県立大社高等家政女学校 ⇒ 島根県立大社高等女学校（1941年）⇒《新制》島根県立大社第二高等学校 ⇒（1949年：統合）島根県立大社高等学校
- 大田町立女子技芸学校（1916年）⇒ 大田町立大田高等実科女学校 ⇒ 島根県立大田高等家政女学校 ⇒ 島根県立大田高等女学校（1941年）⇒《新制》島根県立大田女子高等学校 ⇒（1949年：統合）島根県立大田高等学校
- 安来町立女子技芸学校（1916年）⇒ 安来町立実科高等女学校 ⇒（安来農学校と合併）島根県立安来実業学校女学部 ⇒（1941年：分離）島根県立安来高等女学校 ⇒《新制・統合》島根県立安来高等学校
- 大原郡立大東農業学校（1919年）⇒ 島根県立大東農学校 ⇒ 島根県立大東実業女学校 ⇒ 島根県立大東高等女学校（1941年）⇒《新制》島根県立大東高等学校
- 島根県立平田高等実業女学校 ⇒ 島根県立平田実業学校 ⇒（1941年：分離）島根県立平田高等女学校 ⇒《新制・統合》島根県立平田高等学校
- 島根県立川本高等女学校（1942年）⇒《新制》島根県立川本高等学校 ⇒（2009年：統合）島根県立島根中央高等学校
- 島根県立温泉津女学校（1946年）⇒ 島根県立温泉津高等女学校（1947年）⇒《新制》島根県立温泉津高等学校 ⇒（1949年：統合）島根県立邇摩高等学校

### 私立
- 今市裁縫女学校（1909年）⇒《新制》出雲女子高等学校 ⇒ 出雲北陵高等学校 ⇒ 出雲北陵中学校・高等学校（1996年）
- 松江ミシン裁縫女学院（1924年）⇒ 松江洋裁女学校 ⇒ 松江被服専修女学校 ⇒ 松江高等実践女学校 ⇒《新制》松江家政高等学校 ⇒ 開星中学校・高等学校（1994年）

## 実業学校

### 公立

#### 八束・松江
- 島根県農林学校（1900年）⇒ 島根県立農林学校（1901年）⇒ 島根県立松江農林学校（1920年）⇒《新制》島根県立松江農林高等学校 ⇒ 島根県立島根農科大学附属農林高等学校（1951年）⇒ 島根県立松江農林高等学校（1968年）
- 島根県商業学校（1900年）⇒ 島根県立商業学校 ⇒ 島根県立松江商業学校（1933年）⇒（1944年：戦時非常措置）島根県立松江第二工業学校 ⇒ 島根県立松江商業学校（1946年）⇒《新制》島根県立松江商業高等学校 ⇒（1949年：統合）島根県立松江産業高等学校 ⇒（1953年：分離）島根県立松江商業高等学校
- 松江市立工業学校修道館（1907年）⇒ 島根県立工業学校修道館 ⇒ 島根県立松江第一工業学校（1944年）⇒ 島根県立松江工業学校（1946年）⇒《新制》島根県立松江工業高等学校 ⇒（1949年：統合）島根県立松江産業高等学校 ⇒（1953年：分離）島根県立松江工業高等学校

#### 能義
- 能義郡立農業学校（1901年）⇒（1923年：県立移管）島根県立安来農学校 ⇒（1934年： 安来町立実科高等女学校との統合）島根県立安来実業学校 ⇒（1941年：女子部を女学校として分離）島根県立安来農業学校 ⇒《新制》島根県立安来農林高等学校 ⇒（1949年：統合）島根県立安来高等学校

#### 仁多
- 仁多郡立農学校（1919年）⇒《新制》島根県立横田高等学校

#### 大原
- 大原郡立大東農業学校（1919年）⇒ 島根県立大東農学校 ⇒ 島根県立大東実業女学校 ⇒ 島根県立大東高等女学校（1941年）⇒《新制》島根県立大東高等学校

#### 簸川
- 簸川郡今市町外五ケ村学校組合立農学校（1915年）⇒ 簸川郡今市町外五ケ村学校組合立実業学校（1918年）⇒ 簸川郡今市実業学校（1919年）⇒ 簸川郡立今市実業学校（1920年）⇒（1923年：県立移管）島根県立今市実業学校 ⇒ 島根県立今市農商学校（1929年）⇒（1933年：農業科が分離）島根県立今市農業学校 ⇒《新制》島根県立出雲農業高等学校 ⇒（1949年：統合）島根県立出雲産業高等学校 ⇒（1953年：農業部が分離）島根県立出雲農林高等学校
- 今市町外五村学校組合立実業学校（1918年）⇒ 簸川郡今市実業学校 ⇒ 簸川郡立今市実業学校 ⇒ 島根県立今市実業学校 ⇒ 島根県立今市農商学校 ⇒ 島根県立今市商業学校 ⇒ 島根県立今市工業学校 ⇒《新制》島根県立出雲商工高等学校 ⇒（1949年：統合）島根県立出雲産業高等学校 ⇒（1953年：農業科が分離・独立）⇒（1962年：工業科が分離・独立）⇒ 島根県立出雲商業高等学校（1963年）
- 島根県簸川郡平田町外十村学校組合立平田農学校（1916年）⇒ 島根県立簸川郡平田農学校 ⇒ 島根県簸川郡立平田実業学校 ⇒（1929年：県立に移管）島根県立平田高等実業女学校 ⇒（1934年：農学部開設）島根県立平田実業学校 ⇒（1941年：農学部が分離独立）島根県立平田農業学校 ⇒ 島根県立平田農林学校（1946年）⇒《新制・統合》島根県立平田高等学校 ⇒（1962年：農業科廃止）

#### 安濃
- 安濃郡立農業学校（1903年）⇒ 島根県立大田農学校（1923年）⇒（1939年：廃止、事務は大田高等家政女学校に引き継がれる）

#### 邇摩
- 邇摩郡立石東農学校（1903年：邇摩郡大森町）⇒（1923年：県立に移管）島根県立仁万農学校⇒（1924年：邇摩郡仁万村へ移転）⇒ 島根県立石東農学校（1937年）⇒ 島根県立仁万農林学校（1941年）⇒《新制》島根県立仁万農林高等学校 ⇒（1949年：統合）島根県立邇摩高等学校

#### 邑智
- 島根県立川本農蚕学校（1924年）⇒ 島根県立川本農林学校（1940年）⇒《新制》島根県立川本農林高等学校 ⇒（1949年：統合）島根県立川本高等学校 ⇒（2009年：統合）島根県立島根中央高等学校

#### 那賀
- 那賀郡立蚕業講習所（1902年）⇒ 島根県立江津工芸学校 ⇒ 島根県立江津工業学校 ⇒《新制》島根県立江津工業高等学校

#### 美濃
- 島根県立益田農林学校（1921年）⇒《新制》島根県立益田農林高等学校 ⇒（1949年：統合）島根県立益田高等学校 ⇒（1953年：農業課程と商業課程が分離独立）島根県立益田産業高等学校 ⇒（1967年：商業科を廃止）島根県立益田農林高等学校 ⇒ 島根県立益田産業高等学校（1996年）⇒（2006年：統合）島根県立益田翔陽高等学校

#### 隠岐
- 隠岐町村組合立甲種商船学校（1907年）⇒ 島根県立隠岐商船学校 ⇒（1911年：廃止）⇒（1921年：再興）隠岐町村組合立商船学校 ⇒（1922年：統合）島根県立隠岐商船水産学校 ⇒ 島根県立隠岐水産学校 ⇒《新制》島根県立隠岐水産高等学校⇒（1949年：統合）島根県立隠岐高等学校水産科⇒（1954年：分離独立）島根県立隠岐水産高等学校
  - 島根県水産講習所（那賀郡浜田町）⇒（1922年：島根県立隠岐商船水産学校に統合）